# 三刺尖牙鱸
三刺尖牙鱸為輻鰭魚綱鱸形目鱸亞目發光鯛科的一種，為深海魚類，分布於西大西洋蘇利南至波多黎各海域，深度36-550公尺，體長可達11.5公分，棲息底層水域，生活習性不明。

## 擴展閱讀
維基物種上的相關：三刺尖牙鱸